# 暲子内親王
暲子内親王（しょうし/あきこないしんのう、保延3年4月8日（1137年4月29日） - 建暦元年6月26日（1211年8月6日））は、平安時代末期から鎌倉時代初期にかけての皇族。初めて后位を経ずに女院となり、八条院（はちじょういん）と号した。

## 系譜
鳥羽天皇の皇女で、母は美福門院（皇后・藤原得子）。近衛天皇は同母弟、崇徳・後白河両天皇は異母兄にあたる。ほかに母を同じくする姉妹に、早世した叡子内親王と二条天皇中宮となった姝子内親王（高松院）がいる。
終生、未婚であったが、甥の二条天皇の准母となったほか、以仁王とその子女、九条良輔（兼実の子）、昇子内親王（春華門院、後鳥羽上皇の皇女）らを養育した。以仁王は八条院の猶子であり、王が八条院女房・三位局との間に儲けた子女のうち、男子は東寺長者・僧正となった安井宮道尊であり、女子は三条姫宮と呼ばれた。九条良輔は2歳、昇子内親王は生後3ヶ月ほどで、いずれも幼くして八条院の養子女となり、その著袴・元服などは女院御所で行われた。

## 生涯
保延3年（1137年）に誕生。保延4年（1138年）4月、内親王宣下。両親の鍾愛を受けて育ち、皇后・泰子の養女となって高陽院で育った姉・叡子内親王と違って、暲子内親王は父・鳥羽法皇が「朝夕の御なぐさめ」として手元に置いて育てた。『今鏡』には、同母弟・体仁親王（近衛天皇）が立太子した時、3歳だった暲子内親王が「若宮は春宮になりたり、我は春宮の姉になりたり」と言って父・鳥羽法皇を興じさせた話がある。
久安2年（1146年）4月、准三后となる。久寿2年（1155年）に近衛天皇が崩御した際、父・鳥羽法皇は暲子内親王を次の天皇にする事を真剣に考えたともいわれている（『愚管抄』）。
鳥羽法皇崩御後の保元2年（1157年）6月に落飾する。法名は金剛観。この出家は既に仏門に入っていた母・美福門院の勧めによるものという。その後、父母の菩提のための仏事や社寺参詣に明け暮れる日々を送ったが、父母の資産の大部分を継承した暲子内親王は同時代人から「鳥羽院の正統を継ぐ嫡流の皇女」として認識されていた。彼女は保延6年（1140年）、わずか4歳の時に父・鳥羽法皇から安楽寿院領などを譲与され、その後に生母美福門院から相続した所領、および新たに寄進された所領をあわせて、全国に二百数十箇所に及ぶ荘園があった。これらは女院の管領下にあって八条院領と呼ばれ、中世皇室領の中枢をなす一大荘園群をなした。
皇太子・守仁親王（後の二条天皇）の准母となって、その養育を任され、その異母弟の以仁王の養母となる。守仁親王が即位すると、応保元年（1161年）12月16日、女院号宣下を受けて八条院と称する。これは養母であった美福門院の死や実父である後白河上皇との対立によって打撃を受けた二条天皇が、准母である彼女への権威づけによって、結果的に自分自身の権威づけをも図ろうとしたとする説もある。また、美福門院の実娘である高松院との婚姻関係が事実上終焉したために、二条天皇が鳥羽法皇・美福門院の後継者としての権威づけを彼女の存在を通じて図ろうとしたもので、彼女自身には特別な政治力は無かったとする説もある。その後も異母兄である後白河法皇の院政を影から支えており、平清盛でさえも彼女の動向を無視することは出来なかった。二条天皇が彼女を准母として自らの正統性を示し、後白河院も幾度となく八条院御所へ御幸していることからも、彼女の存在が重く見られていた事実がわかる。
治承4年（1180年）、猶子である以仁王が反平氏の兵を挙げた（以仁王の挙兵）。この際、八条院が密かに支援しているのではと言われ、実際、八条院は以仁王の子女（生母は八条院女房）を自身の御所で匿っていたが、清盛も社会的な反響を恐れて結局は以仁王の男子を出家させることを条件に女院の行為を不問にせざるを得なかった。更に八条院は以仁王の助命についても清盛との間で行っていたものの、以仁王が園城寺に逃げこんで連携を図ろうとしたことで交渉が挫折したとする指摘もある。だが、全国各地にあった八条院領には「以仁王の令旨」が回されて現地の武士団による反平氏蜂起が促されていった。以仁王が発した平家追討の令旨を各地に伝達したとされる源行家は八条院の蔵人であり、また別の八条院荘官も源頼朝と連絡を取っていた。また、池大納言平頼盛（清盛の異母弟だが、仲が良くなく、独立行動が目立つ）も八条院乳母子を妻として女院の官人となっていた。八条院自身の立場はさておき、彼女の周辺には、反平家の人々が集っていた。なお、安徳天皇の西走後にも彼女を中継ぎの女帝として擁立する動きがあったと言われている。また八条院に仕えた健寿御前の『たまきはる』によれば、安徳の後継について後白河院の意中の候補は高倉上皇の第4皇子（後鳥羽天皇）であり、八条院が以仁王の遺児北陸宮を強く推す源義仲の憤激を憂慮したのに対して、後白河は「木曾は何とかは知らん（木曾など問題ではない）」と語り、北陸宮が皇位継承権を喪失していることを指摘した上で、自らが鳥羽法皇の第4皇子であったことを吉例として挙げたという。
以仁王の王女・三条姫宮を養女とし、大病に罹った建久7年（1196年）正月、所領の大部分を彼女に譲った。ほかの小部分をこれも猶子とした九条良輔に譲与した（良輔の系統は九条家の一員では無く、八条院領を継承して九条家とは別の家を創始したとする説もある）。三条姫宮は八条院がもっとも長く養育していた子供で、思い入れも深かっただろうが、実際の譲状には後鳥羽上皇の気持ちを考えてか、まず三条姫宮に管領させ、姫宮一期の後、上皇の皇女である昇子内親王へ譲るとあった。元久元年（1204年）、姫宮の死去によって再び荘園を管領した。その後、もう一人の養女である昇子内親王に八条院領の大部分を伝えた。建暦元年（1211年）、75歳で薨去。
八条院領は後に順徳院・後高倉院・安嘉門院の手を経て、やがて大覚寺統の重要な経済基盤となった。

## 人となり
鷹揚な人柄の姫君であったらしい。健寿御前（はじめ建春門院に仕え、のち八条院にも仕えた）の『たまきはる』によれば、八条院は生活面において非常に無頓着・無造作で、およそ身辺の雑事について指示することが無く、女房たちを思いのままに自由にさせたという。健寿御前は、塵が積もった御所の中で、女房がちぐはぐな衣装を着ても気に留めなかった八条院の様子を見て、華美好きで整然とした建春門院御所との違いに感嘆した。

## 関連作品
- 新・平家物語（1972年、演：荒井麻夕子→南原美佐保）
- 武蔵坊弁慶（1986年、演：光本幸子）
- 平清盛（2012年、演：佐藤仁美）